# Rašeliniště v Klozovci
Rašeliniště v Klozovci je přírodní památka poblíž obce Buková v okrese Prostějov. Území je ve správě Krajského úřadu Olomouckého kraje.

## Ochrana

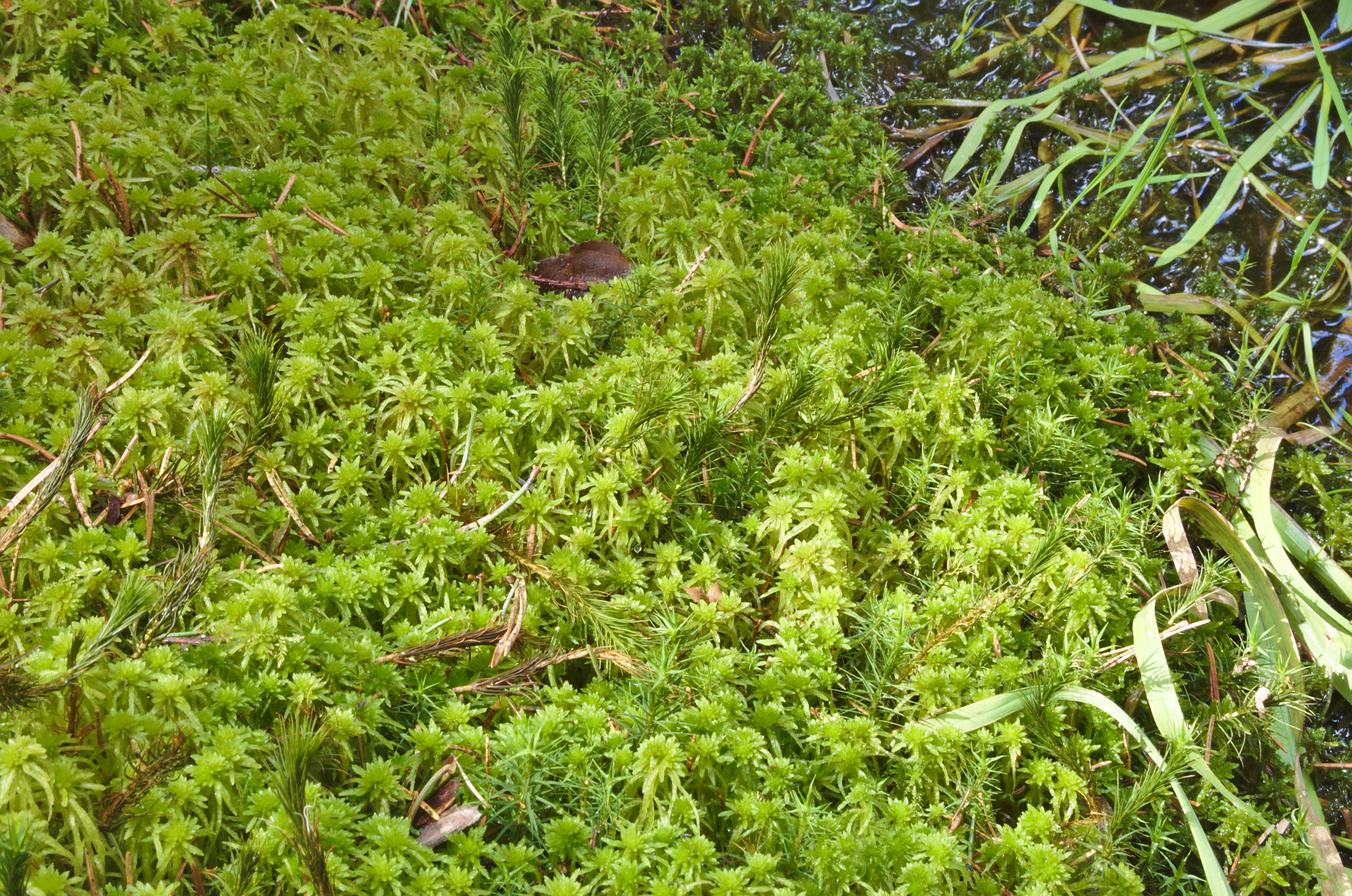
Rašeliník v rašelinném jezírku v blízkosti přírodní památky

Důvodem ochrany je lesní rašeliniště s porosty rašeliníku (Sphagnum) a ostřic (Carex).
Samotné chráněné území však není s výjimkou tůně, která zarůstá violkou bahenní (Viola palustris), nijak zajímavé. Dají se zde však najít porosty ploníku obecného (Polytrichum commune), rašeliníků či ostřic.
Na přilehlé louce lze najít v malém množství prstnatec májový, všivec lesní a zvonečník hlavatý.
Nejzajímavější lokality se nacházejí v blízkém borovém lese, ve kterém se vystkytuje mnohem více tůní s různými druhy rašeliníků, včetně silně ohroženého druhu zevar nejmenší (Sparganium natans), který je tím nejcennějším, co se v lokalitě nachází. Zároveň se jedná o jednu ze dvou lokalit tohoto druhu na Drahanské vrchovině. Zahrnutí těchto tůní je plánováno v rámci nového vyhlášení chráněného území.
Území se seče jednou do roka.
Území je ve špatném stavu a následkem lidské činnosti dále degraduje, například navážením odpadu do chráněného území.

## Flóra
Většinu území tvoří sušší louka navazující na les s převahou borovice (Pinus) a smrku (Picea)v 5. jedlobukovém stupni. Z jižní a východní strany na území navazuje zemědělsky intenzivně obhospodařovaná krajina.
V bylinném patře se na území nacházejí plevnatec poléhavý a vítod obecný (Polygala vulgaris).

## Fauna
Z motýlů lze nalézt hnědáska rozrazilového (Melitaea diamina) nebo ohniváčka modrolemého (Lycaena hippothoe).

## Vodstvo

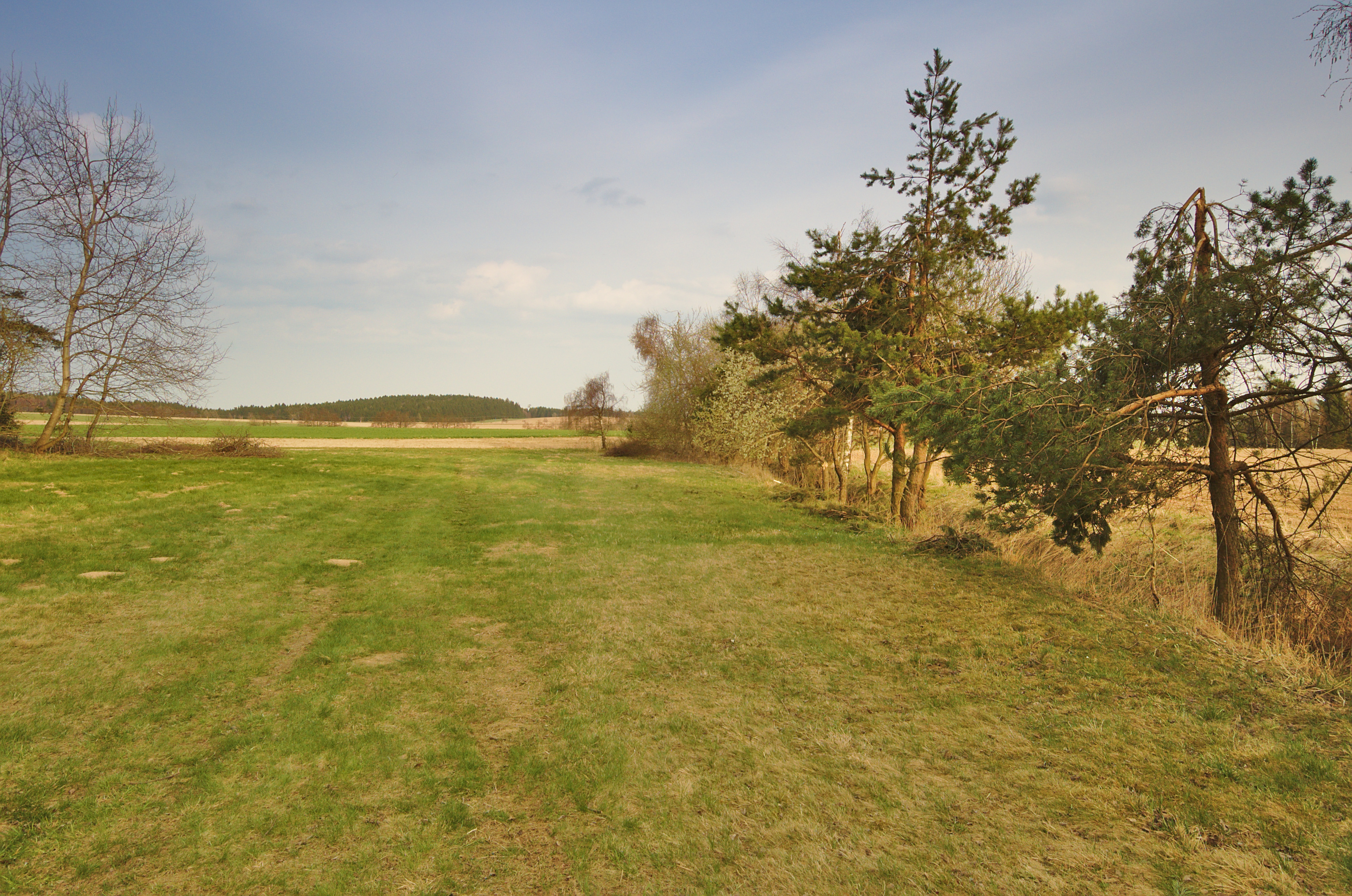
Východní část, vpravo lze vidět meliorační rýhu

Chráněné území je odvodněné meliorační rýhou a drenáží je voda odváděna do Bukového potoka, který dále teče do říčky Zábrany. To má negativní vliv na vlhkostní režim louky a kvůli tomuto odvodňovacímu kanálu je rašelinné jezírko po většinu roku bez vody.

## Historie
Ještě v padesátých letech bylo dotyčné území zcela odlesněné. Území je chráněno od poloviny roku 1990.

## Geologie
Podloží je tvořeno kulmskými drobami, nad nimiž se díky trvalému podmáčení vytvořily organozemě. V minulosti se z území těžila rašelina.

## Turistika
Cca 250 metrů vzdušnou čarou (500 metrů po cestě) vede zelená turistická trasa Pohora - Horní Štěpánov - Buková - Malé Hradisko - Repechy - Drahany.
V blízkosti půl kilometru od přírodní památky vede cyklotrasa 5029.

## Fotogalerie

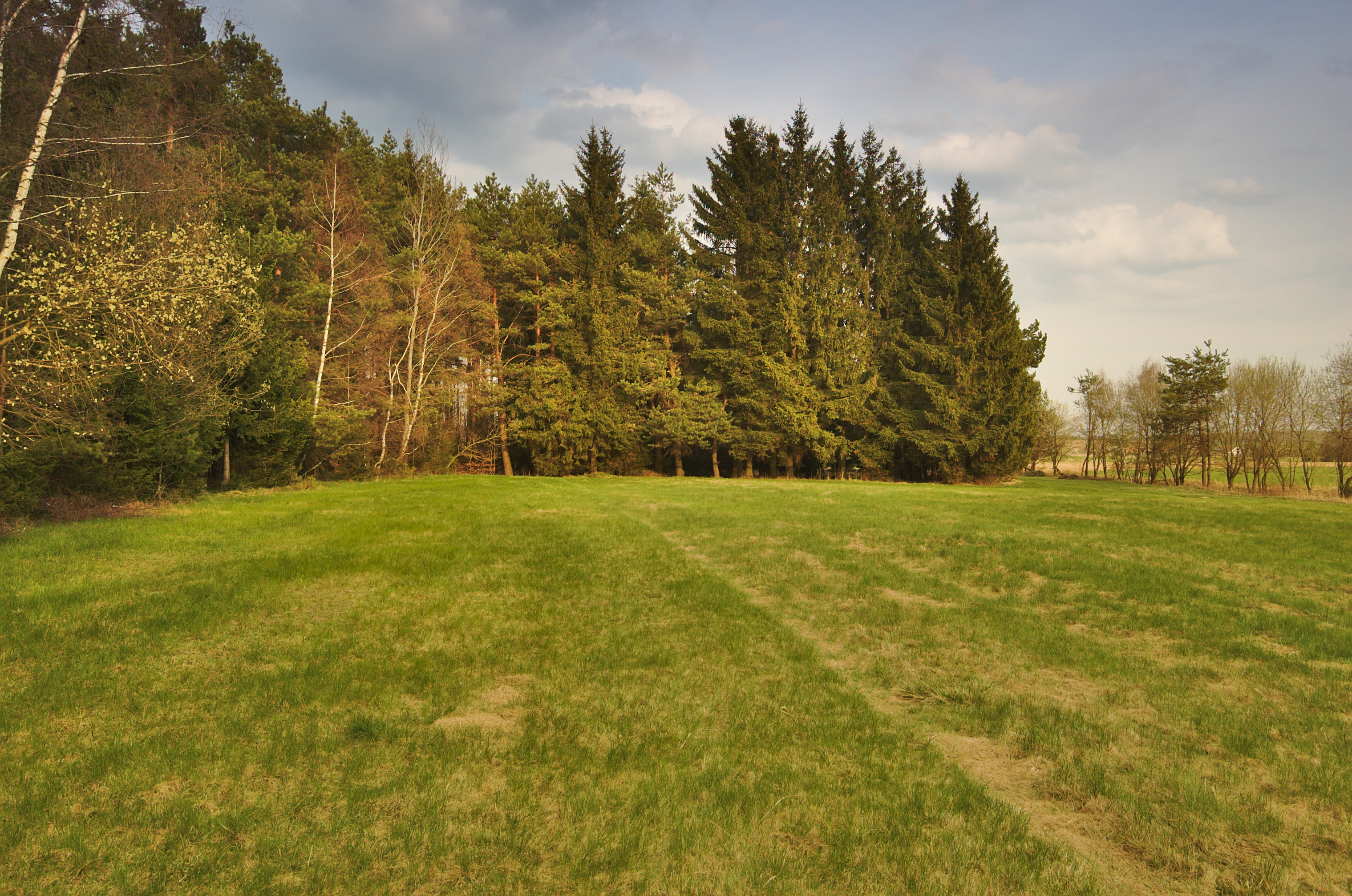
Pohled ze západní strany na východ
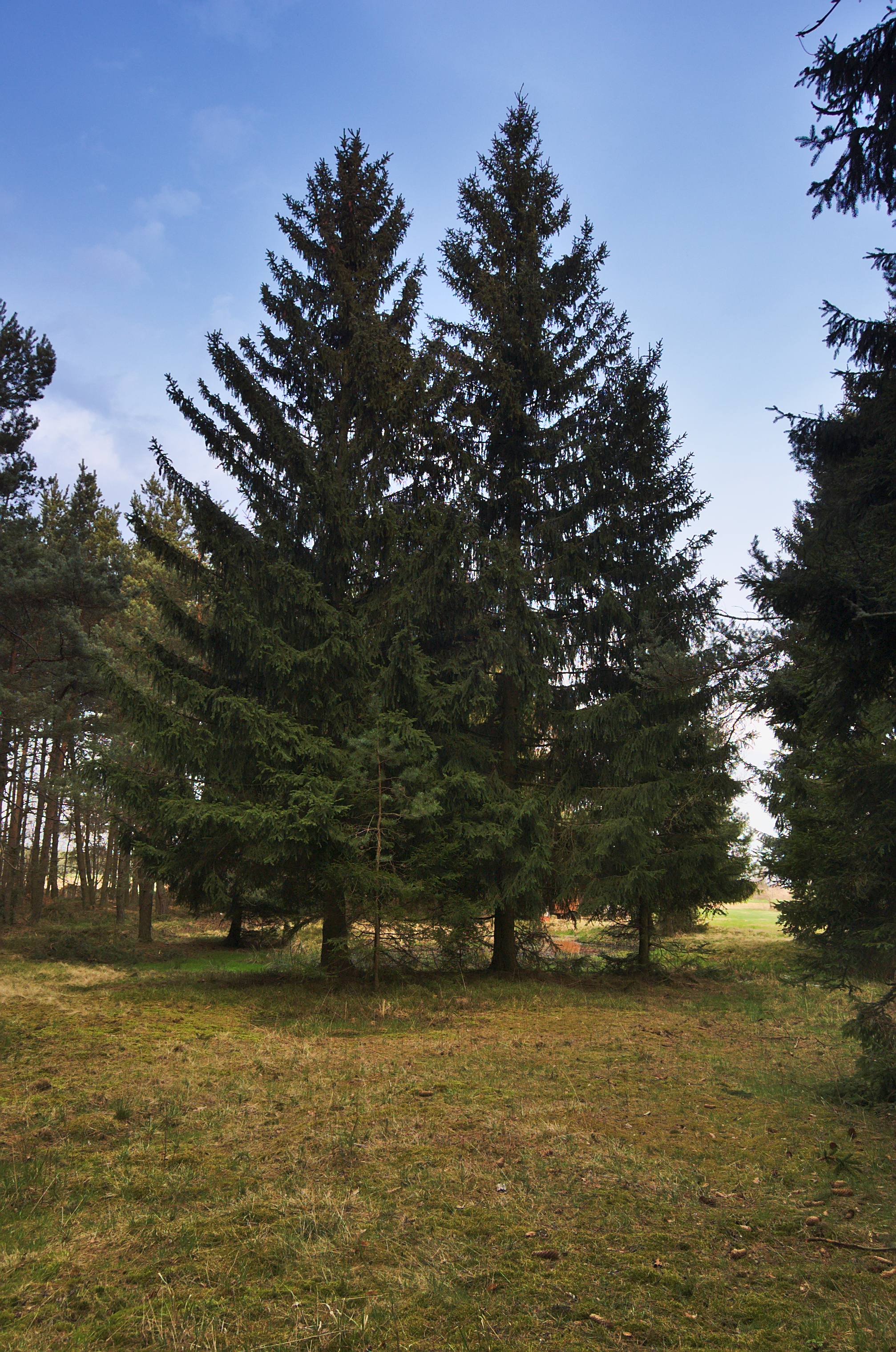
Lesní podmáčená část
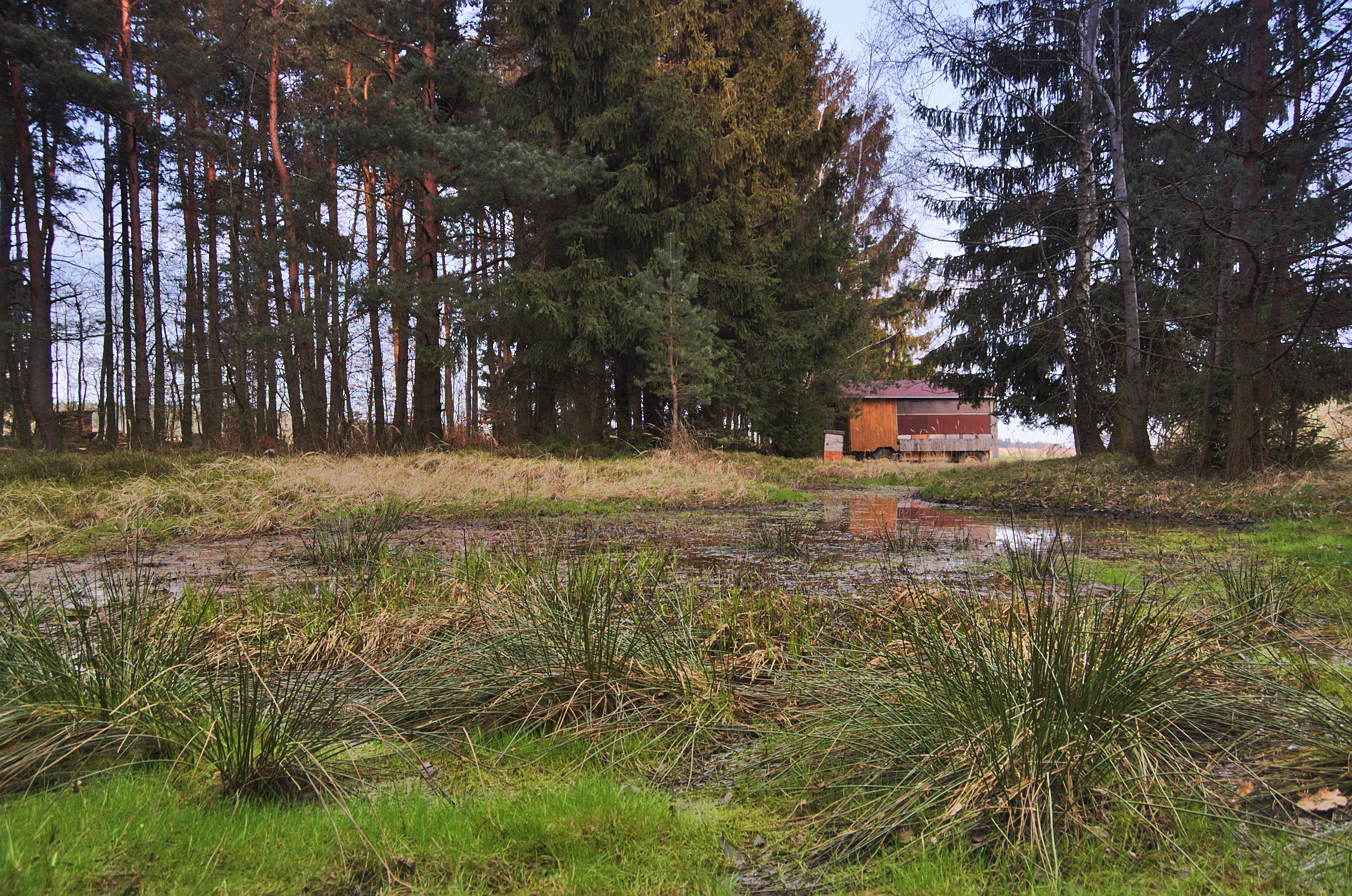
Rašelinné jezírko v lesní části
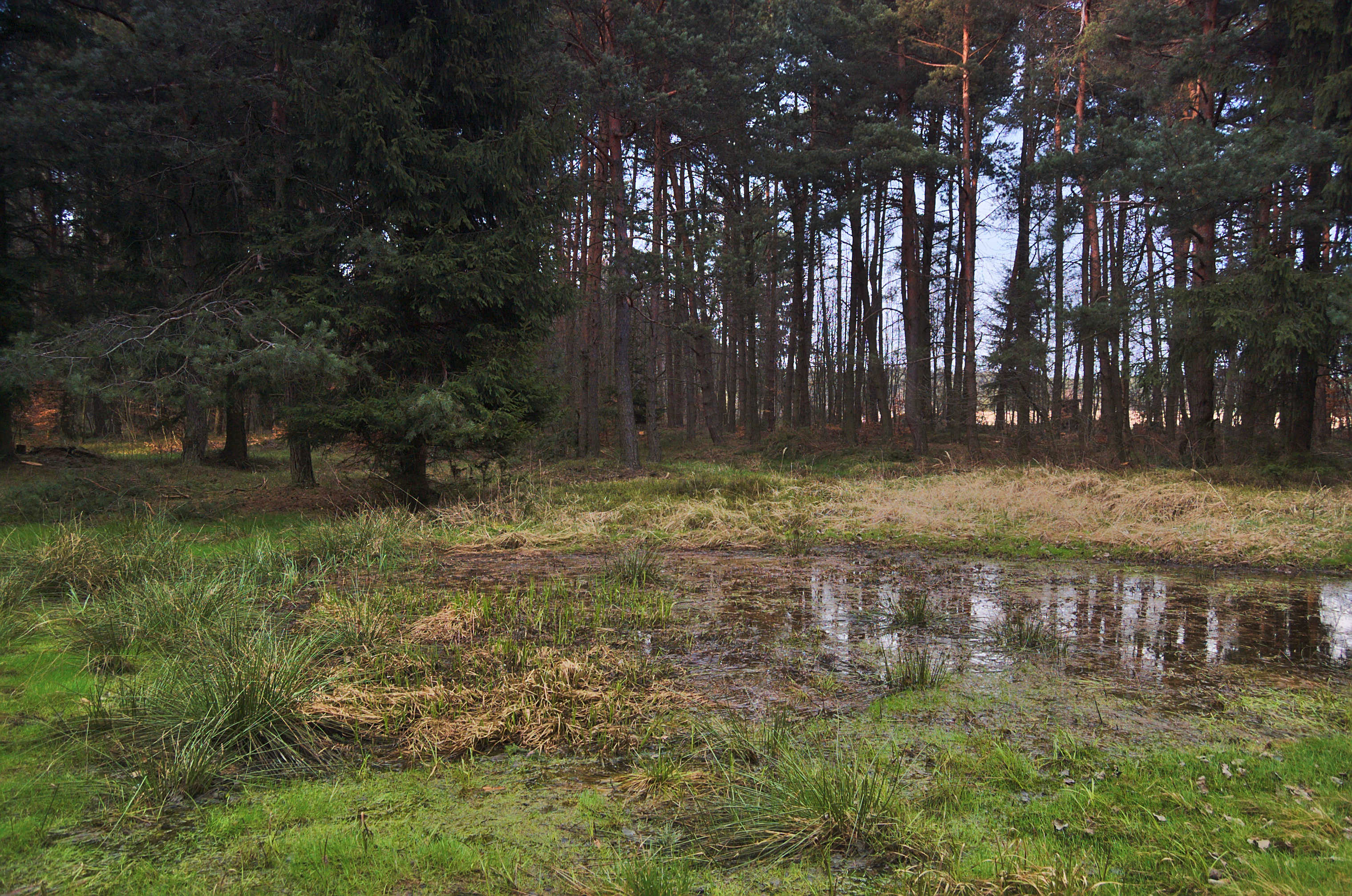
Rašelinné jezírko v lesní části
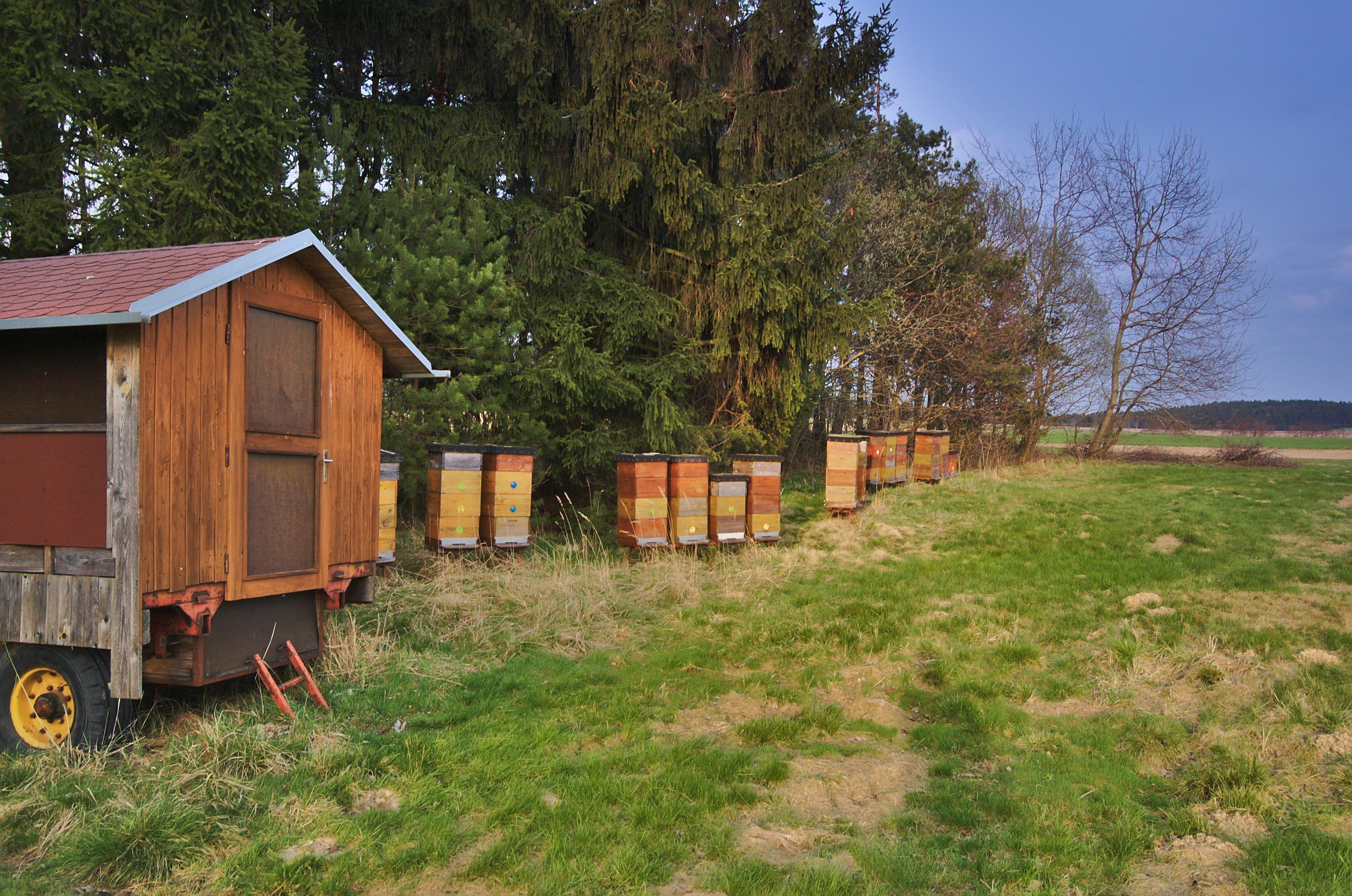
Včelíny na chráněné louce
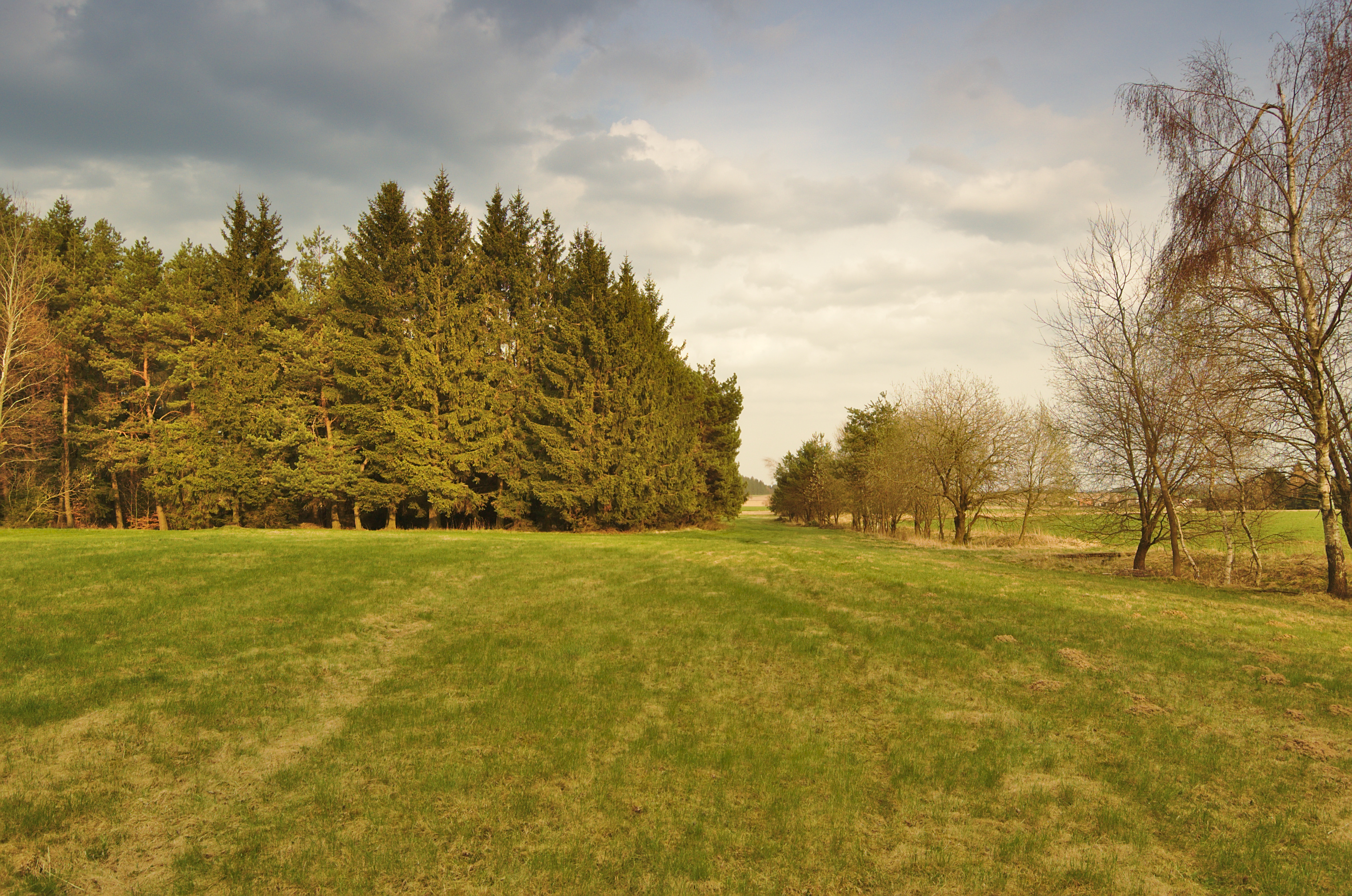
Pohled ze západní strany na východ, vpravo lze vidět meliorační rýhu
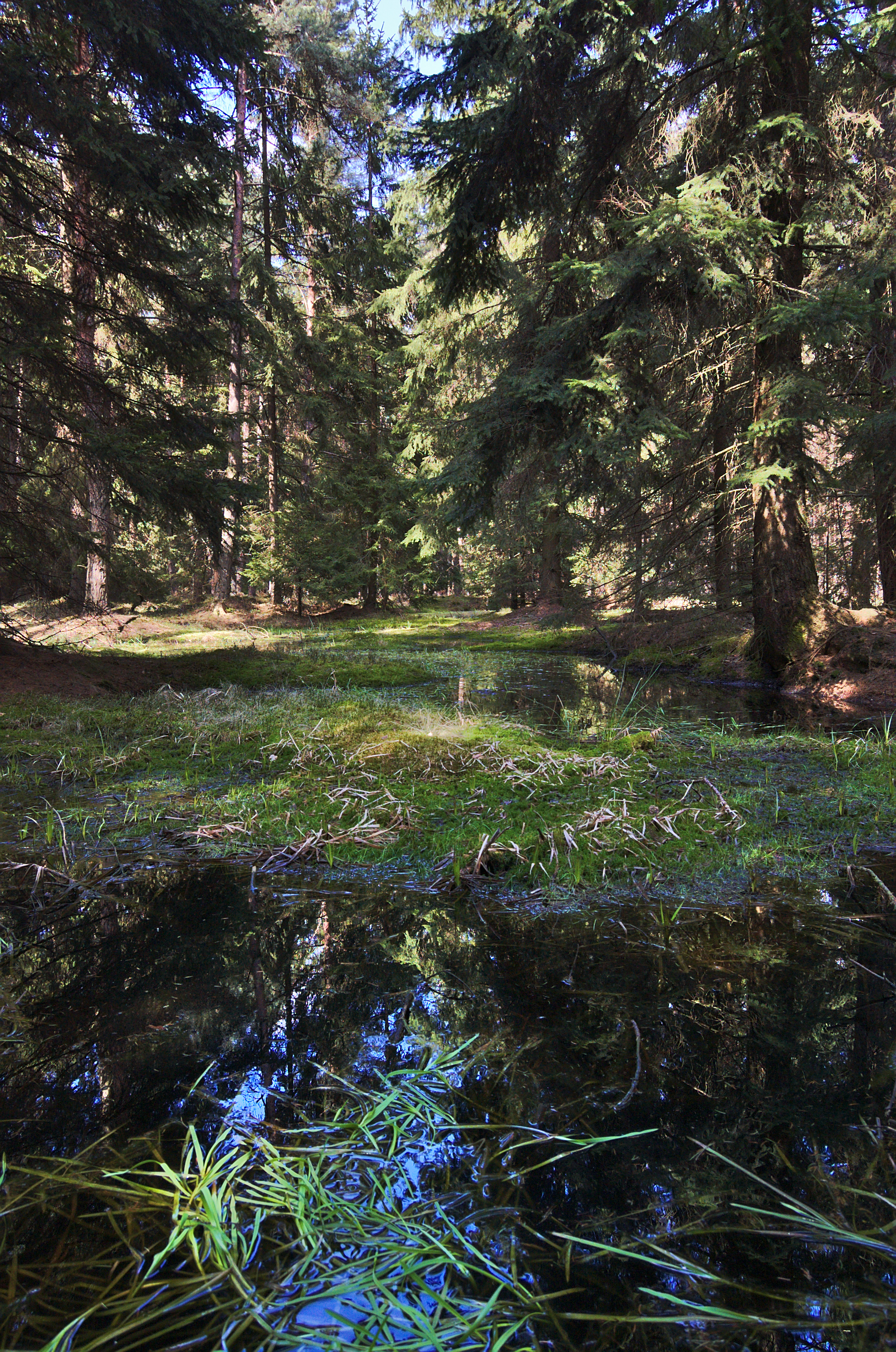
Rašelinné jezírko v blízkosti Rašeliniště v Klozovci, území dalšího možného rozšíření přírodní památky
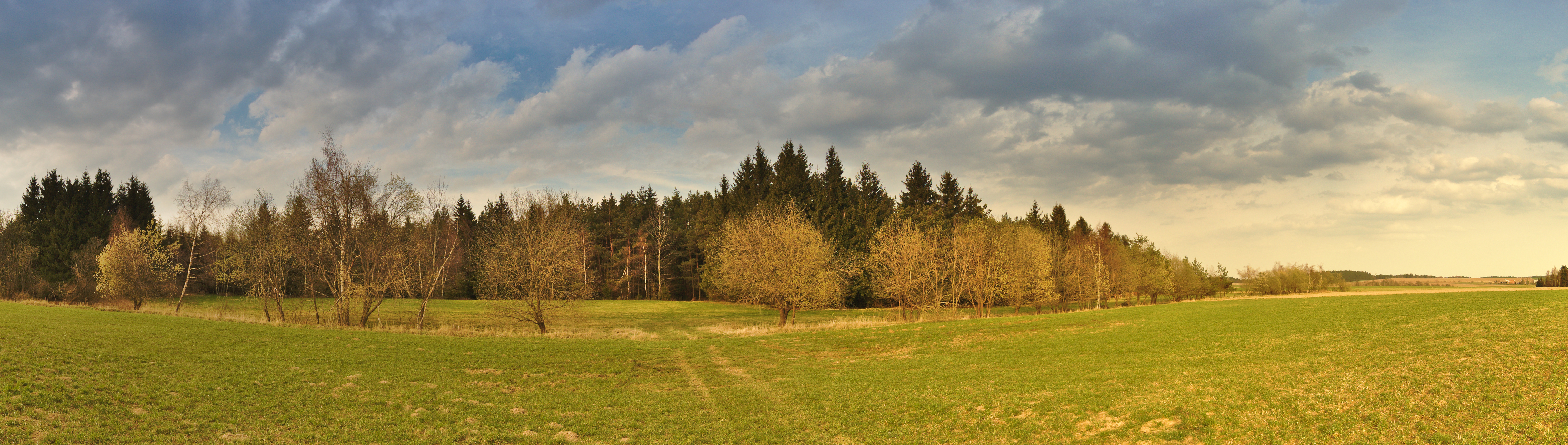
Panoramatický pohled na přírodní památku Rašeliniště v Klozovci od jihu, v popředí oddělena od pole meliorační rýhou, která tvoří její jižní hranici